# Ansitz St. Valentin (Meran)

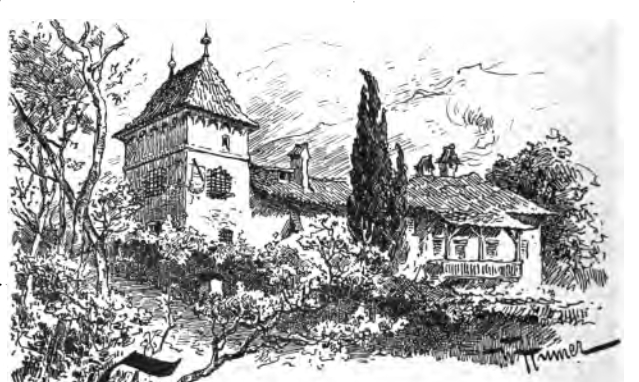
Ansicht des Ansitzes von Wilhelm Humer gegen Ende des 19. Jahrhunderts, 1894 durch Cölestin Stampfer veröffentlicht.

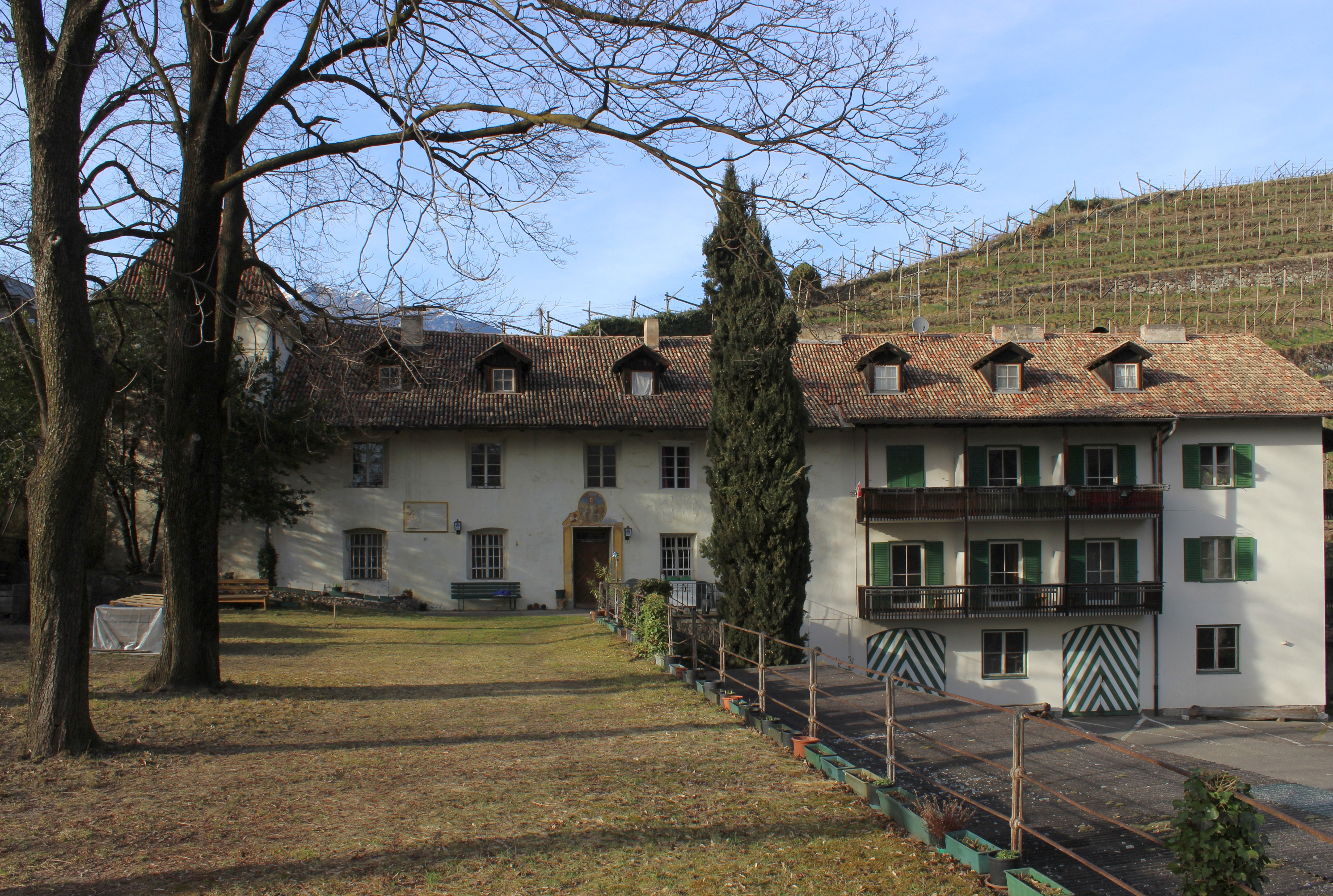
Ansitz St. Valentin in 2015

St. Valentin ist der Name eines alten Ansitzes in Obermais, einem Ortsteil von Meran in Südtirol. Der Gebäudekomplex steht seit dem 20. Juni 1980 unter Denkmalschutz. 

## Geschichte
Das Anwesen ist ein altes Rittergut, das seinen Namen von der unterhalb gelegenen Wallfahrtskirche St. Valentin erhielt. Der älteste Teil stammte möglicherweise aus dem 13. bis 14. Jahrhundert und wurde im 16. Jahrhundert umgebaut und erweitert. Als erste Besitzer erscheint 1313 Herbord aus dem ortsadligen Geschlecht der Cagnò auf dem Nonsberg, der mit einer Klara von Reubach aus Marling verheiratet war und sich nach dem Ansitz, den er erbauen ließ, St. Valentin nannte. 1322 belehnte der Tiroler Landesfürst Heinrich von Kärnten, Konrad von St. Valentin mit dem Berg über der Kirche. Später sollen mehrere Angehörige in Meran das Richteramt bekleidet haben. Ob diese Familie mit dem Ansitz St. Valentin in Eppan in Verbindung stand, ist unbekannt. 
Die Linie Cagnò von St. Valentin ist 1402, die Linie Valentin zu Reubach und von Freudenstein 1428 und das gesamte Geschlecht 1495 mit Leonhard Cagnò von St. Valentin erloschen. 1470 wurde ein Zweig des Augsburger Patriziergeschlechts Meuting das erledigte Wappen der St. Valentin verliehen. Das Erbe wurde jedoch nicht dieser Familie, sondern 1671 den von Annenberg zugesprochen. 1539 belehnten die Bischöfe von Trient als Grundherren Thomas Zötl, Bürger von Meran mit dem Besitz. 1675 erhielt ein Nachkomme dafür die Freiung. 1710 erscheint als Besitzer Ignaz Anton Maximilian Bombardi. 1724 überließ Joseph Bombardi den Ansitz Johann Freiherr von Ruffin. Das auf den Ansitz haftende Stiftungskapital wurde auf einen anderen Hof übertragen. 1808 wurde das Erbgut von den Ruffin an ihren Verwalter und Tiroler Freiheitskämpfer Johann Valentin Tschöll (1749–1832) veräußert. Das Mitte des 19. Jahrhunderts als bäuerliches Gut bezeichnete Anwesen fiel 1836 an das Zisterzienserkloster Stams. In einem Teil des Gebäudes ist heute ein Gasthaus untergebracht.

## Beschreibung
Es handelt sich um einen rechteckigen Turm, an dem ein einfaches, längliches Gebäude anschließt. Die Außenwände sind mit einer Sonnenuhr und über dem Eingang mit einem Fresko des heiligen Valentin verziert. Mehrere Räume enthalten bemalte Holzdecken. Ein Gedenkstein erinnert an den ehemaligen Besitzer Johann Valentin Tschöll (1749–1832).

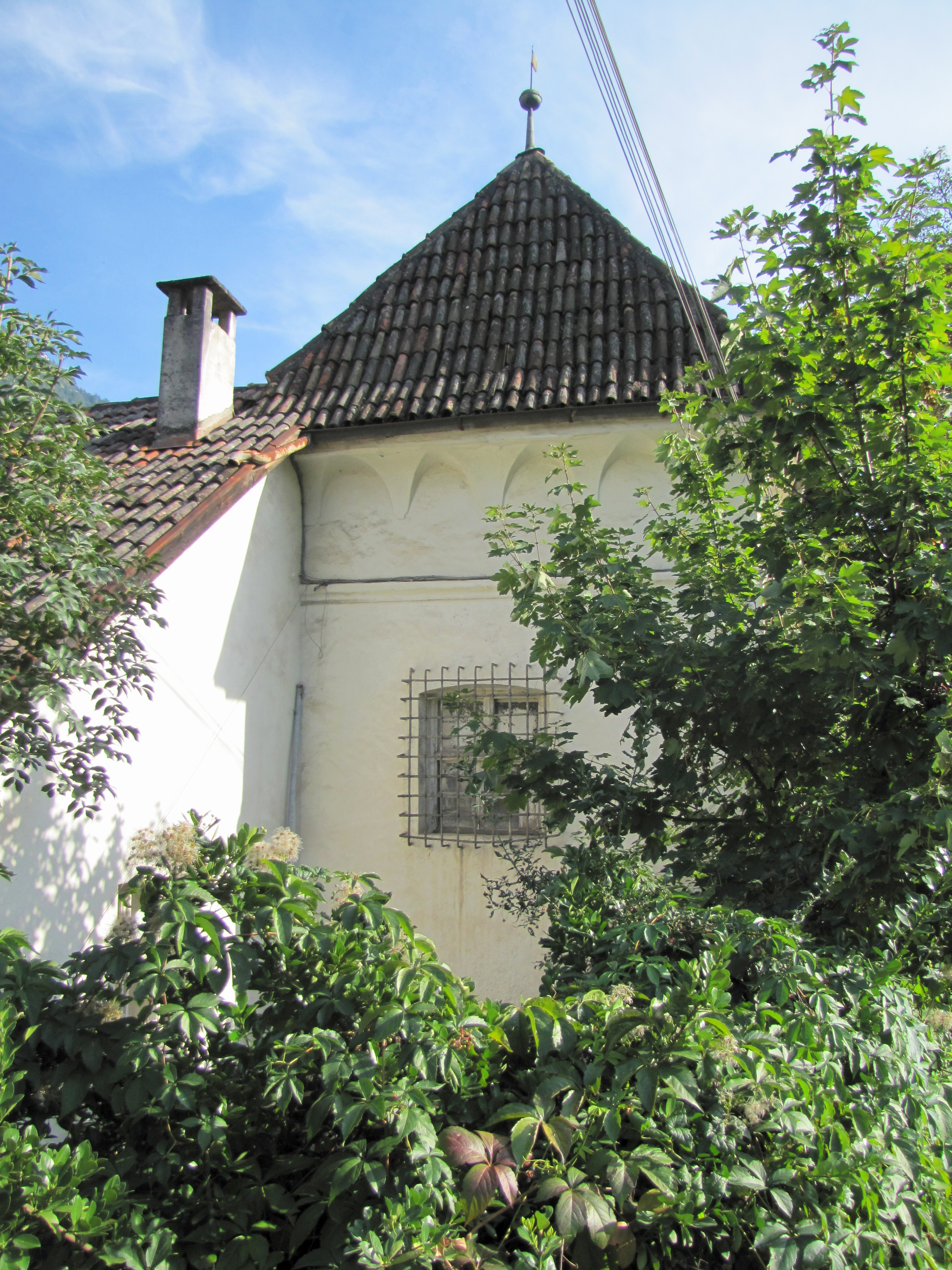
Der Turm des Ansitzes
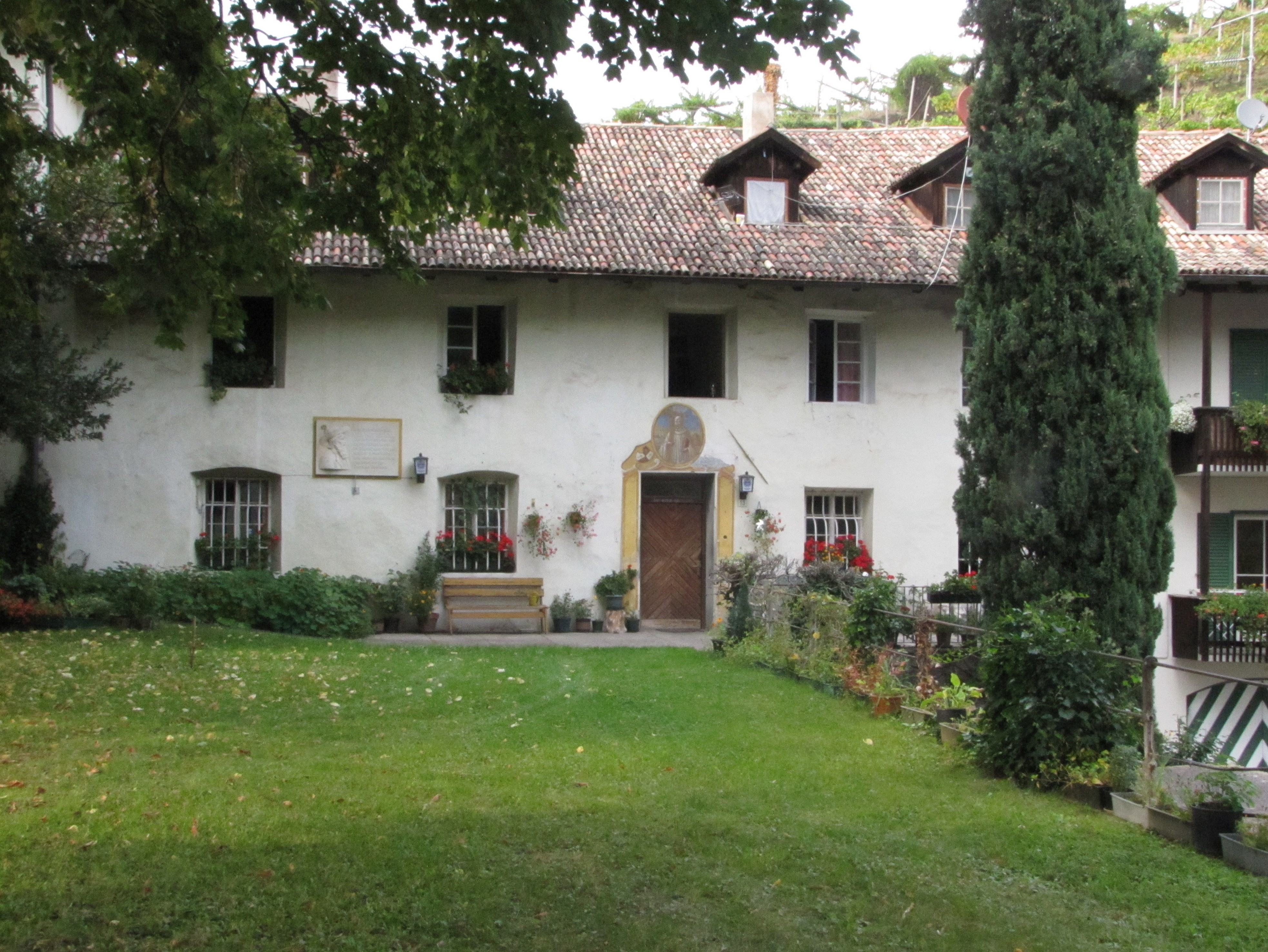
Gebäudeteil
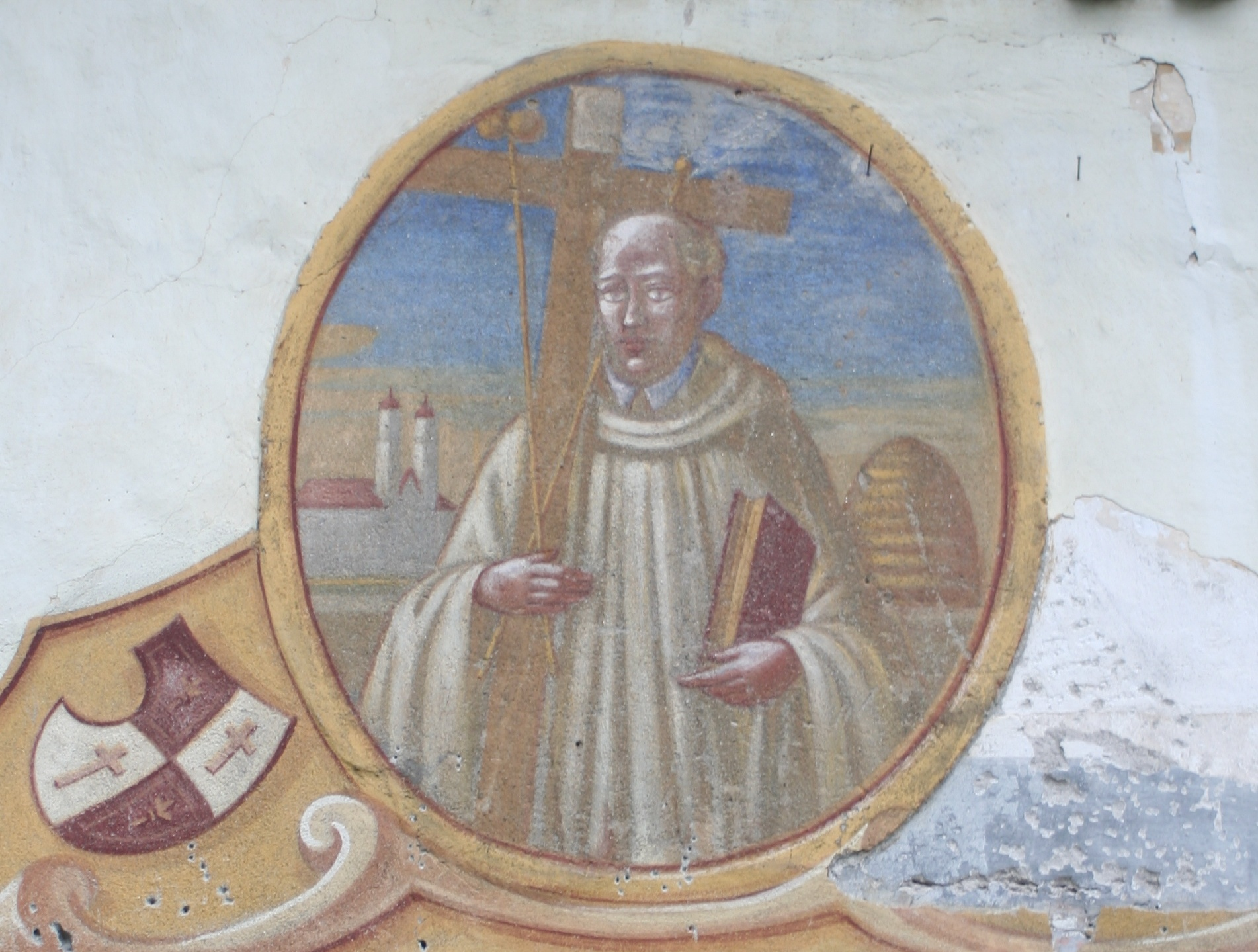
St. Valentin Fresko
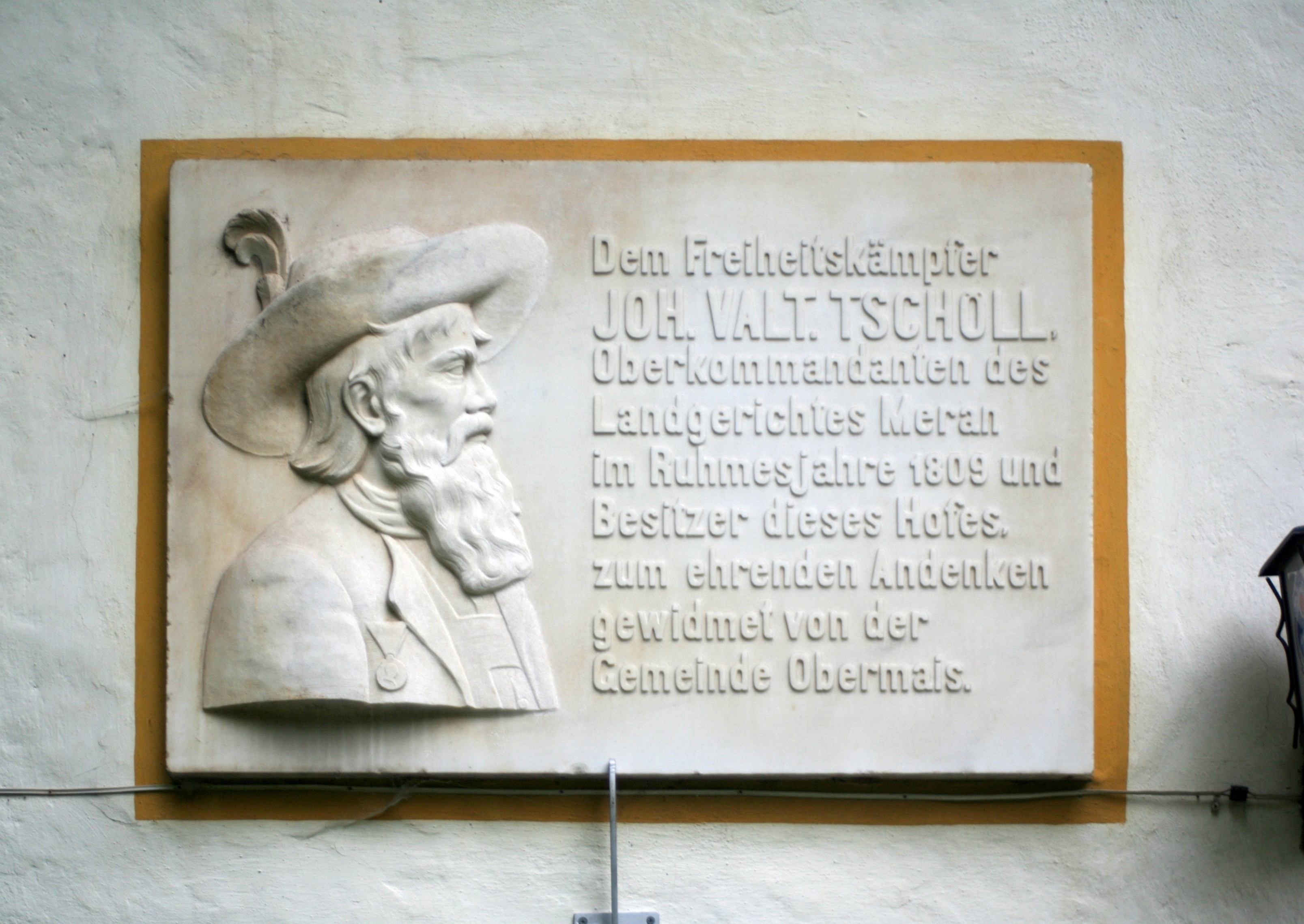
Gedenkstein für Johann Valentin Tschöll